# Patriarcado Latino de Jerusalém
O Patriarcado Latino de Jerusalém ou Patriarcado de Jerusalém dos Latinos (em latim: Patriarchatus Hierosolymitanus Latinorum) é um patriarcado da Igreja Católica Romana em Jerusalém. Tem jurisdição sobre a Palestina, Israel, Jordânia e Chipre, sendo imediatamente sujeita à Santa Sé. O título de Patriarca Latino de Jerusalém é a dignidade atribuída, na hierarquia da Igreja Católica, ao Arcebispo Latino de Jerusalém. Atualmente, é o único arcebispo latino com a dignidade de patriarca que não é metropolita, e ao lado do Patriarca das Índias Orientais, são as únicas dignidades patriarcais eclesiásticas concedidas fora da Europa.
A sede da arquidiocese é a Igreja do Santo Sepulcro, em Jerusalém Velha. Seu atual patriarca é o cardeal frei Pierbattista Pizzaballa, O.F.M..
Ao contrário dos patriarcas das Igrejas de rito oriental, o título de Patriarca de Jerusalém é meramente honorífico, estando sujeito ao Papa e usando o rito romano, tal como sucede com os Patriarcas de Veneza e de Lisboa, mas diferente destes, o Patriarca de Jerusalém não se torna Cardeal no primeiro consistório após a sua nomeação, tal como ocorre com o Patriarca das Índias Orientais. Contudo, os patriarcas das Índias Orientais e Latino de Jerusalém, são atualmente cardeais.
Entre 1374 e 1847, o título de Patriarca de Jerusalém era titular, usado por vários cardeais e arcebispos. O Patriarca Latino de Jerusalém é, também, Grão-Prior da Ordem Equestre do Santo Sepulcro de Jerusalém e os hebreus católicos estão sob sua subordinação.

## História

### Cruzadas
O cruzados criaram o Reino Latino de Jerusalém e em 1099 foi reerigida a Arquidiocese, seguindo o rito latino, pois, até então, os cristãos estavam sob a orientação do Patriarca de Jerusalém, sob o rito oriental. Essa Arquidiocese possuia 4 dioceses sufragâneas, Tiro, Cesareia, Nazaré e Petra. Quando a Cidade Santa foi invadida por Saladino, em 1187, a Sé foi transferida para Acra, depois para Chipre, em 1291, até por fim chegar a Roma, quando tornou-se uma Sé titular, em 1374. Já em 1342, o Papa Clemente VI entregou os cuidados cristão aos Franciscanos, através da Ordem Equestre do Santo Sepulcro de Jerusalém, nomeando seu Grão-Prior ex officio apenas como título honorífico.
Entre 1374 e 1847, a Sé do Patriarcado foi a Basílica de São Lourenço Fora de Muros, em Roma.

### Patriarcado moderno
Em 1842, a Igreja Anglicana manda um missionário à Terra Santa, ao passo que o Patriarcado de Moscou também manda uma missão.
Em 23 de julho de 1847, o Papa Pio IX decide restabelecer o Patriarcado Latino de Jerusalém, mas desta vez considerando o Patriarca Greco-ortodoxo como legítimo sucessor do primeiro Bispo de Jerusalém. Em 4 de outubro, o Sultão Otomano autoriza a instalação da Sé em Jerusalém. Ainda assim, as nomeações papais diziam respeito ao Grão-Prior da Ordem Equestre do Santo Sepulcro de Jerusalém, até 1905.
A Catedral escolhida para Sé do Patriarcado foi a Catedral do Santo Sepulcro, na parte velha de Jerusalém. Entretanto, conforme o tratado Status Quo dos Lugares Santos de 1852, rerratificado pelo "Acordo fundamental entre Israel e o Vaticano" em 30 de dezembro de 1993, o Santo Sepulcro é propriedade de greco-ortodoxos, armênio-ortodoxos e católicos romanos, além de copta-ortodoxos egípcios, etíope-ortodoxos e sírio-ortodoxos. Por isso, a Cátedra do Patriarca Ortodoxo Grego toma a nave, ao passo que a Cátedra do Patriarca Latino fica na Concatedral do Santíssimo Nome de Jesus. Para evitar envolvimento em questões de caráter nacional foram nomeados apenas patriarcas italianos até 1987, quando foi nomeado o patriarca Michel Sabbah, que é um palestino.
O Patriarca, atualmente, possui jurisdição sobre todo o território católico do rito latino nos territórios palestinos, Israel, Chipre e Jordânia.

## Território e organização
O Patriarca é apoiado por bispos e vigários patriarcais não bispos:
- William Shomali, Bispo auxiliar e Vigário-Geral de Patriarcado Latino para Jerusalém e Palestina

- Iyad Twal, Vigário Patriarcal para Jordânia, sediado em Amã

- Rafic Nahra, Vigário Patriarcal para Israel, sediado em Nazaré

- Bruno Varriano OFM, Vigário Patriarcal para Chipre, sediado em Nicósia

- Piotr Zelasko, Vigário Patriarcal para os católicos hebraicos, baseado em Jerusalém

- Matthew Coutinho SDB, Vigário Patriarcal para os migrantes e requerentes de asilo do Patriarcado Latino de Jerusalém, sediado em Tel Aviv

## Patriarcas

### Patriarcas cruzados
- Arnulfo de Rohes (1099)
- Dagoberto de Pisa (1099 - 1102)
- Evremar de Therouannes (1102 - 1105)
- Dagoberto de Pisa (2ª vez) (1105 - 1107)
- Gibelin de Arles (1108 - 1112)
- Arnulfo de Rohes (2ª vez) (1112 - 1118)
- Garmond de Picquigny (1119 - 1128)
- Estevão de la Ferté (1128 - 1130)
- Guilherme I de Mechelen (1130 - 1145)
- Folco de Angoulême (1146 - 1157)
- Amauri de Nesle (1157 - 1180)
- Heráclio de Cesareia (1180 - 1191)
  - Sede vacante entre 1191 e 1194, nesta época a Sé do Patriarcado é transferida para Acre
- Aimaro Mônaco (1194 - 1202)
- Soffredo Errico Gaetani (1202 - 1204)
- Alberto de Avogrado (1204 - 1214)
- Raul de Mérencourt (1214 - 1225)
- Geraldo de Lausanne (1225 - 1238)
- Roberto de Nantes (1240 - 1254)
- Opizzo Fieschi (1254), eleito, mas não confirmado, Patriarca Latino de Antioquia)
- Jacques Pantaléon (1255 - 1261) Eleito Papa Urbano IV
- Guilherme II de Agen (1261 - 1270)
- Tomás Agni de Cosenza, O. Praem. (1271 - 1277)
- João Ayglier de Versalhes (1278 - 1279)
- Elias (1279 - 1287)
- Nicolas de Hanapes (1288 - 1291), nessa época, os Cruzados perdem o controle de Acre e o Patriarca é morto.

### Patriarcas titulares
Nessa época, até 1374, a Sé titular funciona em Chipre, quando é transferida para Roma, onde fica até 1847.
- Landolfo (1295 - 1304)
- Antony Bek (1306 - 1311), Príncipe-bispo de Durham
- Pedro I Pleinecassagne (1314 - 1318)
- Pedro II (1322 - 1324)
- Raimundo Beguin (1324 - 1328)
- Pedro III de Paludo (1329 - 1342)

Com a  Custódia Franciscana da Terra Santa, os Grandes Mestres da Ordem Equestre do Santo Sepulcro de Jerusalém ostentam o título de 1342 a 1847, em virtude da bula papal Gratiam agimus do Papa Clemente VI (a menos que alguém fosse nomeado especificamente como uma grande honra).
- Elias II de Nabinal (1342 - 1345), cardeal
- Emanuel Marinho (1345)
- Pedro IV de Casa (1345 - 1348)
- Guilherme III de Lamy (1349 - 1360)
- Filipe de Cabassoles (1361 - 1369)
- Guilherme IV Militis (1369 - 1371)
- Guilherme V de la Garde (1371 - 1375)
- Filipe d'Alençon (1375 - 1378)

Com o Grande Cisma do Ocidente (1378 - 1417), os Patriarcas eram nomeados por cada Papa, o que gerou dualidade nas nomeações.
| Patriarcas em dualidade: | |
| Patriarcas nomeados pelo papa de Roma | Patriarcas nomeados pelo papa de Avinhão |
| - Estevão de Insula, arcebispo de Kalocsa (1381 - 1384) - Fernando, vigário de Aquileia (1386 - 1395) - Hugo Roberti, bispo de Padova (1396 - 1419) | - Lope Fernández de Luna, arcebispo de Zaragoza (1380 - 1382) - Bertrando de Chanac (1382 - 1385) - Aimão Secal, bispo de Moûtiers (1394 - 1408) - Francisco Eximini, O.F.M., bispo de Elne (1408 - 1409) |

- Francisco Clemente Pérez Capera (1419 - 1430)
- Hugues de Lusignan (1424 - 1442)
- Leonardo Delfino (1430 - 1434)
- Blasius Molino (1434 - 1448)
- Christophorus Garatoni (1448 - 1449)
  - Basílio Bessarion (1449 - 1458), cardeal administrador apostólico
- Lorenzo Zani (1458 - 1460)
- Luís de Haricuria (1460 - 1479)
- Bartolomeu de Ruvere, O.F.M. (1480 - 1494)
  - Sede vacante (1494 - 1500)
- Giovanni Antonio Sangiorgio (1500 - 1503)
- Bernardino López de Carvajal (1503 - 1523)
- Rodrigo de Carvajal (1523 - 1539)
- Alessandro Farnese (1539 - 1550)
- Christophorus de Spiritibus (1550 - 1556)
- Antônio Hélio (1558 - 1576)
- Giovanni Antonio Facchinetti de Nuce (1576 - 1583)
- Scipione Gonzaga (1585 - 1587)
- Fabius Blondus de Montealto (1588 - 1618)
- Francesco Cennini de' Salamandri (1618 - 1621)
- Diofebo Farnese (1621 - 1622)
- Alfonso Manzanedo de Quinoñes (1622 - 1627)
- Domenico de' Marini (1627 - 1635)
- Tegrimus Tegrimi (1627 - 1641)
- Aegidius Ursinus de Vivere (1641 - 1647)
- Camillo Massimo (1653 - 1670)
- Aegidius Colonna, O.S.B. (1671 - 1686)
- Bandino Panciatici (1689 - 1690)
- Pietro Bargellini (1690 - 1694)
- Francesco Martelli (1698 - 1706)
- Mutius de Gaeta (1708 - 1728)
- Vincenzo Ludovico Gotti, O.P. (1728)
- Pompeo Aldrovandi (1729 - 1734)
- Tomás Cervini (1734 - 1751)
- Tomás de Moncada (1751 - 1762)
- Giorgio Maria Láscaris (1762 - 1795)
  - Sede vacante (1795 - 1800)
- Michele di Pietro (1800 - 1802)
  - Sede vacante (1802 - 1816)
- Francesco Maria Fenzi (1816 - 1829)
- Paulus Augustus Foscolo (1830 - 1847), depois Patriarca Latino de Alexandria

### Patriarcas atuais
Com a restauração da Sé em Jerusalém, o Título de Patriarca Latino de Jerusalém volta a existir.
- Giuseppe Valerga (1847 - 1872)
- Vincenzo Bracco (1873 - 1889)
- Luigi Piavi, O.F.M. (1889 - 1905)

A Ordem Hierárquica Eclesiástica é restabelecida e as nomeações dos Patriarcas passam a referir-se ao prelado da Arquidiocese.
- Filippo Cardeal Camassei (1905 - 1919)
- Luigi Barlassina (1920 - 1947)
- Alberto Gori, O.F.M. (1949 - 1970)
- Giacomo Giuseppe Beltritti (1970 - 1987)
- Michel Sabbah (1987 - 2008), atual Patriarca-emérito
- Fouad Twal (2008 - 2016), atual Patriarca-emérito.
  - Pierbattista Pizzaballa, O.F.M.  (2016-2020) (administrador apostólico).
- Pierbattista Cardeal Pizzaballa, O.F.M. (2020-atual), atual Patriarca.